# لورا دريك
لورا دريك (بالإنجليزية: Laura Drake)‏ (23 نوفمبر 1954)؛ روائية أمريكية.